# Spudaea griseaunicolor
Spudaea griseaunicolor là một loài bướm đêm trong họ Noctuidae.